# 橋本孝伸
橋本孝伸（はしもと たかのぶ、1948年7月29日 - ）は日本の大蔵官僚。国税不服審判所次長。

## 概要
兵庫県明石市出身。灘高等学校、東京大学法学部第1類（私法コース）卒業。1971年 大蔵省入省（大臣官房秘書課）。1972年5月 大臣官房秘書課調査係長心得。1973年8月 大臣官房調査企画課。1974年7月 主計局総務課調査主任。1975年 主計局総務課企画係長。1976年7月 帯広税務署長。1977年7月 国税庁調査査察部調査課長補佐。1978年7月 日本開発銀行人事部副調査役。1995年5月 金沢国税局長。1997年7月 理財局たばこ塩事業審議官。1998年7月 国税不服審判所次長。1999年7月 退官。年金福祉事業団理事（〜2001年4月1日）。2001年4月1日 年金資金運用基金理事。同年7月 国立国会図書館専門調査員。2005年7月1日 独立行政法人理化学研究所監事（〜2009年9月30日）。

## 略歴
- 1971年7月：大蔵省入省（大臣官房秘書課）[3]
- 1972年5月：大臣官房秘書課調査係長心得[4]
- 1973年8月：大臣官房調査企画課
- 1974年7月：主計局総務課調査主任[5]
- 1957年7月：主計局総務課企画係長[6]
- 1976年7月：帯広税務署長
- 1977年7月：国税庁調査査察部調査課長補佐
- 1978年7月：日本開発銀行人事部副調査役
- 1980年7月：国際金融局外資課長補佐
- 1981年7月：主税局調査課長補佐（総括・内国調査）[8]
- 1982年6月：主税局税制第一課長補佐
- 1983年6月：大臣官房文書課長補佐
- 1984年7月：国税庁長官官房人事課長補佐（総括・総務・企画）[9]
- 1986年7月：福岡国税局直税部長
- 1988年6月：東京国税局調査第一部長
- 1989年6月：大臣官房企画官
- 1990年7月：理財局国有財産審査課長
- 1992年7月：国税庁長官官房企画課長
- 1994年7月：理財局国庫課長
- 1995年5月：金沢国税局長
- 1997年7月：理財局たばこ塩審議官
- 1998年7月：国税不服審判所次長
- 1999年7月：退官